# 高砂長瓣蟬
高砂長瓣蟬（学名：Platylomia bivocalis）为蟬科長瓣蟬屬下的一个种。